# 猪野健治
猪野 健治（いの けんじ、1933年11月7日 ‐ ）は、日本のジャーナリスト。滋賀県出身。

## 略歴
新聞、雑誌の記者、編集者を経て、フリーのジャーナリストとして活動している。
右翼、ヤクザ、総会屋、マスコミなどをテーマにしている。日本ジャーナリスト専門学校講師を務めた事が有る（編集者専攻科、猪野ゼミ担当）。

## 著書
- ゼンガクレン -革命に賭ける青春-（双葉社）、1968年
- 猪野健治アウトロー選集全5巻（現代書館）
- 「ヤクザと日本人」（現代書館、1993年、ISBN 4768466346：筑摩書房-ちくま文庫、1999年、ISBN 4480034846）
- 「やくざ戦後史」（筑摩書房-ちくま文庫、2000年、ISBN 4480035486）
- 「関東義侠伝」（徳間書店）
- 「新宿残侠伝」（現代史出版会）
- 「実録・人生劇場」（双葉社）
- 「侠客の条件―吉田磯吉伝」(双葉社-双葉新書、1977年：筑摩書房-ちくま文庫、2006年、ISBN 4480422765）
- 「東京闇市興亡史」（草風社＝編著）
- 「興行界の顔役」（筑摩書房-ちくま文庫、2004年 ISBN 4480039791）
- 「日本の右翼」（日新報道）
- 「右翼・民族派事典」（国書刊行会）
- 「右翼・民族派総覧」（21世紀書院）
- 「右翼－for BIGINNERSシリーズ」（現代書館＝宮谷一彦と共著）
- 「評伝・赤尾敏」（オール出版）
- 「五大教祖の実像」（八雲井書店=佐々木秋夫・梅原正紀と共著）
- 「民族宗教の実像」（現代ペン社＝梅原正紀と共著）
- 「電通公害論」「続電通公害論」（日新報道＝編著）
- 「編集取材の知識100」「雑誌記者入門」（みき書房）
- 「雑誌編集者」（実務教育出版）
- 「天下り官僚」「買占め黒書」（日新報道）
- 「官僚の商法」「ゴーストライター」（エフプロ出版）
- 「日本反政治詩集」（立風書房＝向井孝・寺島珠雄と共編）
- 「山口組概論 最強組織はなぜ成立したのか」（ちくま新書）
- 「テキヤと社会主義　1920年代の寅さんたち」　（筑摩書房　2015年）

## 論文
- 国立情報学研究所収録論文 国立情報学研究所